# Piriformis-Syndrom
Das Piriformis-Syndrom ist eine Kompression des Nervus ischiadicus (Ischiasnerv) beim Durchtritt durch das Foramen infrapiriforme zwischen Beckenknochen und Musculus piriformis.

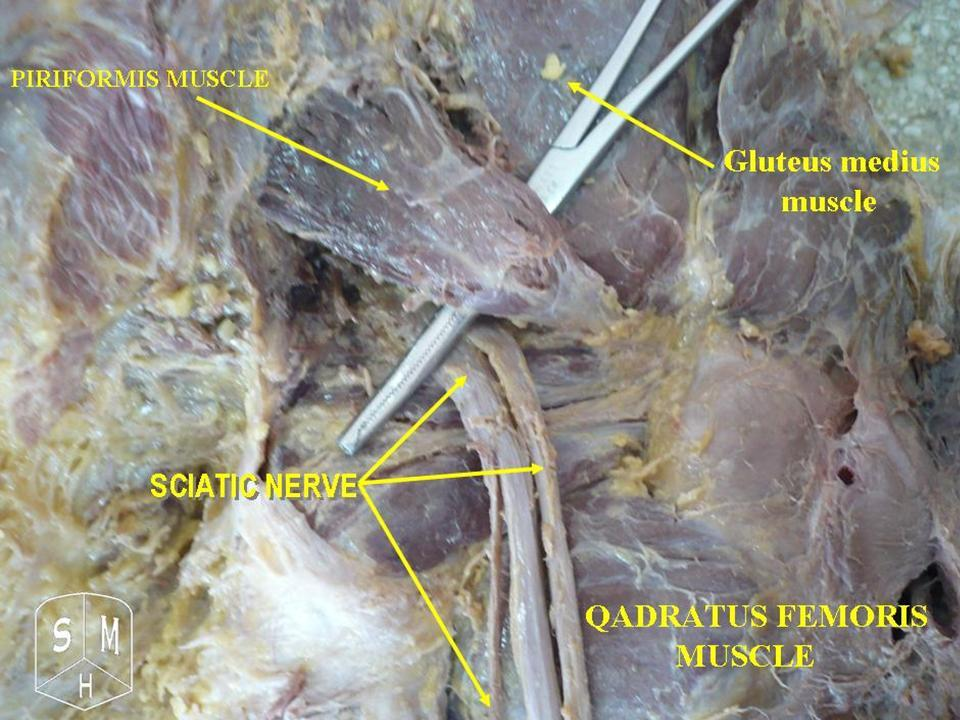
Präparation des M. piriformis und des N. ischiadicus.

## Anatomische Grundlagen
Der Ischiasnerv verlässt in Höhe des Gesäßes das Becken, läuft auf die Rückseite des Oberschenkels, gibt verschiedene Äste ab und zweigt sich schließlich bis in die Fußspitzen auf. Beim Verlassen des Beckens zieht der Nerv gemeinsam mit dem Musculus piriformis unmittelbar unter diesem durch eine knöcherne Öffnung des Beckenrings. An dieser Stelle kann es zu einer Kompression des Nerven kommen.

## Symptome
Schmerzen im Bereich der Gesäßregion, welche – ähnlich wie bei einer Ischialgie – in das Bein ausstrahlen können, deuten auf das Vorliegen einer Irritation im Bereich des Piriformis hin.

## Diagnostik
Das Piriformis-Syndrom ist eine rein klinische Diagnose; es kann nicht mit bildgebenden Verfahren wie CT oder MRT nachgewiesen werden.
Beim Vorliegen eines Piriformis-Syndroms ist durch Palpation eine Druckschmerzhaftigkeit im Verlauf des Piriformis-Muskels festzustellen. Zudem können spezifische Muskeltests durchgeführt werden; wenn dabei Schmerzen auftreten, spricht dies für das Vorliegen eines Piriformis-Syndroms:
Der Test der Außenrotation kann in Rückenlage mit über die Kante nach unten hängenden Unterschenkeln geprüft werden. Der Untersucher hält nun seine Hände gegen die beiden Fuß-Innenknöchel und bittet den Patienten, die Füße gegen diesen Widerstand nach innen zusammenzudrücken. Dabei kommt es zu einer Außenrotation und Anspannung der Außenrotatoren der Hüften, die im Falle eines Piriformis-Syndroms schmerzhaft sind.
Die Abduktion wird im Sitzen getestet. Der Untersucher hält seine Hände außenseitig an die Knie und der Patient drückt die Knie gegen diesen Widerstand nach außen weg.
Daneben kann auch ein Dehntest die Schmerzen provozieren. Die Dehnung kann als passive Adduktion des Beines im Sitzen oder als passive Innendrehung des Oberschenkels durch Bewegung des in Rückenlage über die Kante herunterhängenden Unterschenkels nach außen erfolgen.
Treten zudem sensomotorische Defizite der Unteren Extremität auf, sollte eine entsprechende Abklärung im Hinblick auf eine mögliche Bandscheibenproblematik erfolgen.

## Behandlung

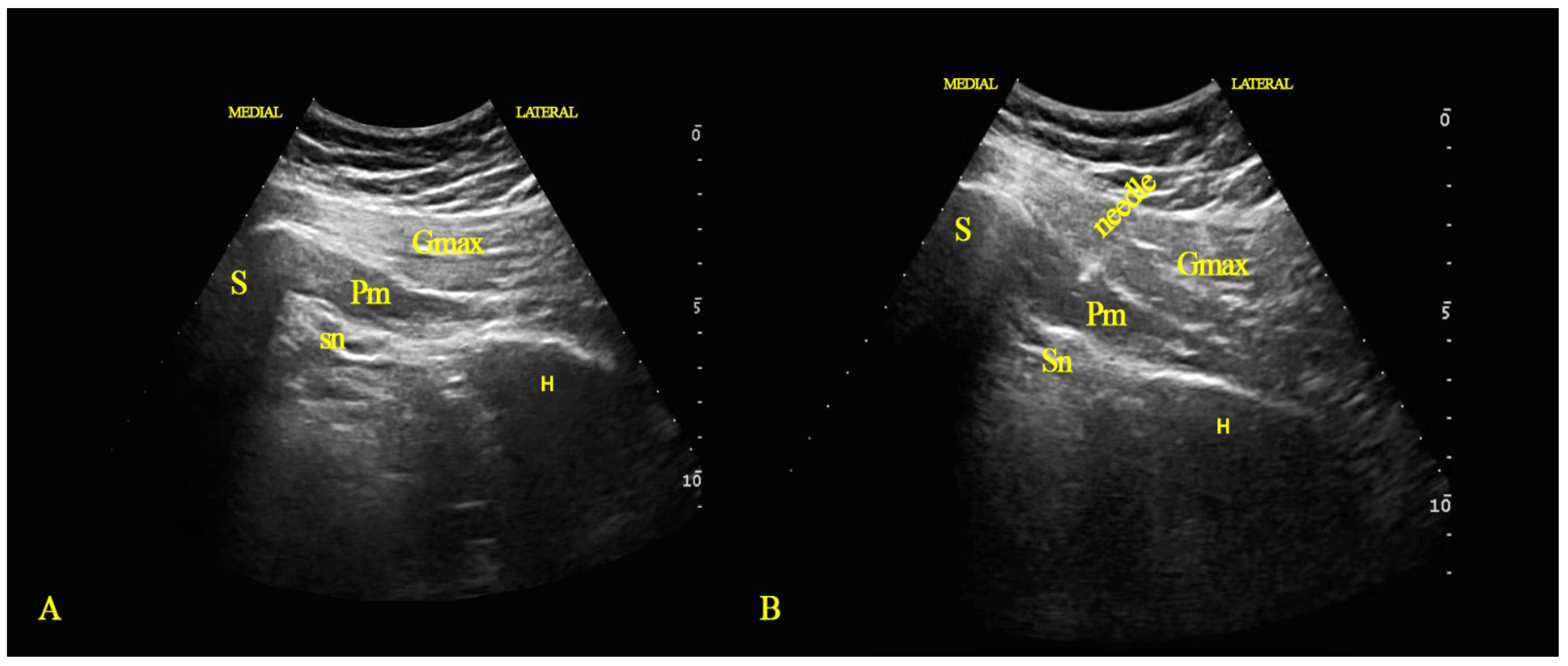
Ultraschallgesteuerte Infiltration des M. piriformis

Zur Behandlung werden Massagen, Triggerpunktbehandlung und Bewegungstherapie (Dehnübungen) eingesetzt.